# Szymocice
Szymocice is een dorp in de Poolse woiwodschap Silezië. De plaats maakt deel uit van de gemeente Nędza en telt 311 inwoners.